# La Mutante 2
Série
La Mutante
(1995) La Mutante 3
(2004)
Pour plus de détails, voir Fiche technique et Distribution.
La Mutante 2 ou Espèces II au Québec (Species II) est un film américain réalisé par Peter Medak et sorti en 1998. Il fait suite à La Mutante de Roger Donaldson sorti en 1995.
À sa sortie, le film est critiqué par la presse et est un échec au box-office. Avec un budget identique à celui du premier film (35 millions de dollars), ce deuxième volet rapporte seulement 26,8 millions de dollars de revenus, contre 113 millions de dollars pour le premier film. Deux autres suites seront cependant produites mais sortiront en vidéo : une suite directe, La Mutante 3 (2004), et un film non lié aux précédents, La Mutante 4 (2007). La Mutante 2 est ainsi le dernier film de la franchise à sortir en salles.

## Synopsis
Une mission spatiale sur Mars est réalisée par les États-Unis. Elle est menée par le commandant Patrick Ross, fils du sénateur Judson Ross. Patrick réalise des prélèvements du sol martien. Il retourne ensuite sur Terre où il sera accueilli en héros, avec ses partenaires Dennis Gamble et Anne Sampas. Alors que leur vaisseau retourne vers la Terre, le contact avec le Centre de contrôle de mission est interrompu pendant quelques instants. Le trio revient finalement sur Terre pour une célébration nationale en grande pompe. En voyant cela, Dr Herman Cromwell, ancien scientifique aujourd'hui interné, réagit violemment à cette mission et à ses conséquences. Les trois astronautes sont examinés et mis en quarantaine. Il leur est demandé de ne pas avoir d'activité sexuelle pendant dix jours. Cependant, Patrick Ross l'ignore et a des relations sexuelles avec deux femmes. Celles-ci subissent des grossesses accélérées et meurent en donnant naissance à des hybrides humains extraterrestres. Patrick les cache ensuite dans un hangar isolé sur une propriété rurale appartenant à son père.
Dans un immense complexe scientifique supervisé par l'armée (notamment par le colonel Carter Burgess Jr.), le Dr Laura Baker dirige une équipe qui a créé un clone de la première hybride Sil, qui avait provoqué de nombreux morts quelques années plus tôt. Nommée Eve (E.V.E., pour Extraterrestrial Vulnerability Experiment), cette nouvelle forme a été modifiée pour être plus docile et contrôlable que Sil. Laura et l'armée tentent de comprendre la forme de vie extraterrestre et ainsi se préparer à se défendre en cas d'invasion. Eve demeure en isolement perpétuel et aucun homme n'est autorisé dans son périmètre. Alors qu'elle subit des tests, Eve montre des signes d'une grande excitation physiologique à chaque fois que Patrick Ross a des relations sexuelles. Au centre spatial, Patrick se faufile dans le laboratoire et tue le Dr Orinsky, qui tentait de contacter son ancien collègue le Dr Cromwell au sujet des échantillons de sang des astronautes revenus sur Terre. L'analyse du cadavre d'Orinsky révèle la présence d'ADN extraterrestre, similaire mais différent de celui d'Eve. Laura retrouve son ancien collègue et amant Preston "Press" Lennox pour contenir la nouvelle menace. Ils contactent Herman Cromwell. Ce dernier leur révèle que Mars a été rendue inhabitable par une espèce extraterrestre et qu'on l'a interné pour le faire taire. Il ajoute qu'Orinsky a tenté de l'appeler pour confirmer ses peurs.
Comprenant que les trois astronautes sont en danger, Press et Laura tentent de localiser Anne Sampas, alors qu'elle a des relations sexuelles avec son mari. Elle se retrouve à donner soudainement naissance un nouveau-né extraterrestre, qui la tue elle et son époux. Press et Laura parviennent à tuer la créature à leur tour. Dennis Gamble est lui aussi retrouvé. Mais des analyses démontrent qu'il n'est pas infecté. Au même moment, Patrick Ross se réveille dans son chalet en forêt. Il découvre sa fiancée Melissa morte à côté de lui, ayant elle aussi donné naissance à un hybride. Horrifié, il tente de se suicider en se tirant une balle dans la tête, mais son ADN extraterrestre prend le dessus et régénère son corps avant de se lancer dans une frénésie meurtrière pour produire plus de progéniture. Dennis, qui était venu le prévenir, assiste horrifié à la scène. Il se joint ensuite à Laura Baker et Preston dans leur mission pour stopper les hybrides.
Au complexe, les scientifiques activent l'ADN extraterrestre d'Eve afin qu'elle puisse suivre et localiser Ross par télépathie, alors que ce dernier tente de kidnapper une femme pour s'accoupler de force avec elle. Ross comprend qu'Eve l'a trouvé et se laisse appréhender par Press et Gamble. L'astronaute peut ainsi entrer dans le laboratoire et atteindre Eve, alors en chaleur. Cependant, Patrick est chassé par Laura, Gamble et Press. Cette nuit-là, Ross ordonne à sa progéniture de former un cocon afin qu'elle puisse atteindre son stade adulte et répéter le cycle à l'échelle mondiale. Laura Baker comprend ensuite que Gamble a résisté à l'infection en raison de gènes de la drépanocytose présents dans son ADN. Elle a ainsi l'idée de tuer Ross avec l'ADN de Gamble, car les extraterrestres ne sont pas immunisés contre les maladies génétiques humaines.
Alors qu'Eve s'échappe du laboratoire pour retrouver Patrick, l'équipe la suit jusqu'au repaire de Ross, où elle et Ross s'accouplent jusqu'à ce qu'ils soient interrompus par Press. L'équipe tue la plupart des descendants hybrides de Ross. Baker supplie Eve de les aider, mais Ross, trahi, la tue. Press utilise une fourche pour prélever le sang de Gamble et l'utiliser sur Ross, le tuant. Alors que les militaires arrivent pour escorter l'équipe, Eve est chargée dans une ambulance, où elle est rejointe par son enfant, tandis que son ventre gonfle rapidement.

## Fiche technique
Sauf indication contraire, les informations mentionnées dans cette section peuvent être confirmées par la base de données cinématographiques IMDb,  présente dans la section « Liens externes ».
- Titre original : Species II
- Titre français : La Mutante 2
- Titre québécois : Espèces II
- Réalisation : Peter Medak
- Scénario : Chris Brancato, d'après les personnages créés par Dennis Feldman
- Musique : Edward « Ed » Shearmur
- Directeur artistique : Mark Zuelzke
- Décors : Miljen Kreka Kljakovic et Suzette Sheets
- Costumes : Richard Bruno
- Photographie : Matthew Frank Leonetti
- Montage : Richard Nord
- Production : Frank Mancuso Jr.

Productrice exécutive : Vikki Williams
Producteur délégué : Dennis Feldman
- Société de production[3] : Metro-Goldwyn-Mayer et FGM Entertainment
- Société de distribution[3] : Metro-Goldwyn-Mayer Distributing Corporation (MGM) (États-Unis), United International Pictures (UIP) (France)
- Budget : 35 millions de dollars[4]
- Pays de production :  États-Unis
- Langue originale : anglais
- Format[5] : couleur - 35 mm - 1,85:1 (Panavision) - son DTS
- Genre : science-fiction, science-fiction, action
- Durée : 93 minutes
- Dates de sortie[6] :
  - États-Unis : 10 avril 1998
  - France et Suisse romande : 26 août 1998
- Classification[7] :
  - États-Unis : R – Restricted (Les enfants de moins de 17 ans doivent être accompagnés d'un adulte)
  - France : Interdit aux moins de 12 ans (visa d'exploitation no 94586 délivré le 9 juillet 1998)[8]

## Distribution
- Michael Madsen (VF : Yves Beneyton ; VQ : Daniel Picard) : Preston « Press » Lennox
- Natasha Henstridge (VF : Marjorie Frantz ; VQ : Hélène Lasnier) : Eve
- Marg Helgenberger (VQ : Élise Bertrand) : Dr Laura Baker
- Mykelti Williamson (VF : Thierry Desroses) : Dennis Gamble
- George Dzundza (VQ : Raymond Bouchard) : le colonel Carter Burgess Jr.
- James Cromwell (VQ : Pascal Rollin) : le sénateur Jusdon Ross
- Justin Lazard (en) (VF : Arnaud Arbessier ; VQ : Gilbert Lachance) : Patrick Ross
- Myriam Cyr (VF : Magali Barney ; VQ : Johanne Garneau) : Anne Sampas
- Sarah Wynter : Melissa
- Baxter Harris (de) (VF : Michel Fortin ; VQ : Victor Désy) : Dr Orinsky
- Scott Morgan (VQ : Pierre Auger) : Harry Sampas
- Peter Boyle (VF : Jean Lescot ; VQ : Jean-Marie Moncelet) : Dr Herman Cromwell (non crédité au générique)
- Robert Hogan : un homme au Pentagone
- Richard Belzer : le président
- Monica Staggs : la forme alien d'Eve
- Gary Davis : un scientifique

## Production

### Genèse et développement
Quand il apprend que la MGM veut faire une suite à La Mutante, le scénariste Chris Brancato présente un pitch au producteur Greg Foster où cette fois deux femmes extraterrestres hybrides sont impliquées. Greg Foster aime l'idée mais Frank Mancuso Jr., producteur du premier film, préfère aborder cela sous un angle différent pour éviter de reprendre l'original. Dans cet esprit, Chris Brancato s'inspire du film Un crime dans la tête dans lequel un homme revient de mission, apparemment un héros, mais en réalité avec un terrible démon à l'intérieur. Le scénariste imagine alors un retour de mission de la planète Mars avec un astronaute contaminé par de l'ADN extraterrestre. Frank Mancuso approuve l'idée. Comme le retour de Natasha Henstridge n'était alors pas confirmé, Chris Brancato écrit un nouveau personnage féminin, Eve, qui aurait pu être incarné par une autre actrice si besoin. Natasha Henstridge est finalement séduite par le scénario et l'idée de travailler avec le réalisateur Peter Medak pour signer pour la suite. Chris Brancato décide de ramener deux des personnages survivants du premier film, Press Lennox et le Dr Laura Baker, estimant qu'ils « étaient essentiels pour ramener le public », sachant que Forest Whitaker sera probablement trop occupé pour revenir dans le rôle de Dan Smithson. Le scénariste écrit donc un personnage afro-américain similaire, Denis Gamble. Frank Mancuso a par ailleurs fait écrire un autre scénario que celui de Brancato, qui aurait exploré la fin cliffhanger du premier film dans laquelle un rat était infecté après avoir mangé les restes de Sil. Après le refus de Roger Donaldson, Frank Mancuso engage Peter Medak, notamment pour son film d'horreur L'Enfant du diable (1980).

### Attribution des rôles
Seuls trois acteurs du premier film sont ici de retours : Natasha Henstridge, Marg Helgenberger et Michael Madsen.
Le rôle du Dr Cromwell a été proposé à Edward Asner. Après son refus, c'est finalement Peter Boyle qui obtient le rôle.
Ce film marque la première apparition au cinéma de Sarah Wynter.

### Tournage
Le tournage a lieu de juin à septembre 1997 et se déroule dans le Maryland (Université du Maryland, Baltimore, Columbia, Laurel) ainsi qu'à Washington, D.C..

## Sortie et accueil

### Accueil critique
Aux États-Unis, le film a reçu un accueil critique généralement défavorable. Sur Metacritic, il obtient un score très défavorable de la presse 19⁄100 sur la base de 13 critiques. Sur l'agrégateur américain Rotten Tomatoes, il récolte que 9 % d'opinions favorables avec une moyenne de 3,12⁄10 sur la base de 3 critiques positives et 30 négatives.
Les acteurs Michael Madsen et Natasha Henstridge désavouent le film qu'ils détestent. H. R. Giger a lui aussi demandé que sa participation au film ne soit pas créditée, n'ayant pas non plus été impressionné par le film. Il est donc uniquement crédité comme designeur de la créature originale.

### Box-office
| Pays ou région            | Box-office                               | Date d'arrêt du box-office | Nombre de semaines |
| ------------------------- | ---------------------------------------- | -------------------------- | ------------------ |
| États-Unis (1er week-end) | 7 274 008 $                              | du 10 au 12 avril 1998     | -                  |
| États-Unis                | 19 221 939 $ 4 184 000 entrées (Approx.) | -                          | -                  |
| France Paris              | 244 484 entrées 58 347 entrées           | -                          | -                  |
| Total hors États-Unis     | 6 437 338 $                              | -                          | -                  |
| Total mondial             | 25 659 277 $                             | -                          | -                  |

## Distinction
Le film n'obtient qu'une nomination aux Fangoria Chainsaw Awards 1999, organisés par le magazine Fangoria, dans la catégorie meilleur maquillage / créature FX pour Steve Johnson.